# Alfa Centauri B
Alfa Centauri B (α Cen B), o Toliman, è una stella nana arancione del sistema stellare di Alfa Centauri.
Si tratta della seconda stella più brillante delle tre che compongono il sistema di Alfa Centauri; le sue due compagne sono α Centauri A e Proxima Centauri. Si trova a 4,40 anni luce dal Sistema solare, ed è una delle stelle più vicine.
La distanza ravvicinata dal Sistema solare conferisce inoltre ad α Centauri un elevato moto proprio.

## Caratteristiche fisiche
α Centauri B è leggermente più piccola e meno luminosa del nostro Sole; anche questa è nella fase di sequenza principale, la cui classe spettrale è K1 V, ossia una stella di colore giallo-arancione.
La sua massa è pari al 90% di quella del Sole e il suo raggio è del 14% più piccolo; la velocità di rotazione è 1,1±0,8 km/s, equivalente ad un periodo di 41 giorni. Una stima precedente indicava questo valore pari a 36,8 giorni.
Osservazioni effettuate nei raggi X con i satelliti ROSAT e XMM-Newton hanno evidenziato che la componente B emette più energia in questo intervallo spettrale rispetto ad α Centauri A, nonostante sia complessivamente la meno luminosa delle due. Le curve di luce in banda X hanno evidenziato inoltre una certa variabilità della stella. α Centauri B è infatti una vera e propria stella a brillamento: sono stati infatti osservati due brillamenti, sia con ROSAT che con XMM-Newton, anche se sono fra i più deboli registrati per questo tipo di stelle.

## Sistema planetario
Il 17 ottobre 2012 sul settimanale Nature è stato pubblicato un articolo che annunciava la scoperta tramite il metodo delle velocità radiali di un pianeta in orbita attorno alla stella. Tale pianeta, denominato Alfa Centauri Bb, possiede una massa di sole 1,14 M⊕ ed è tra i più piccoli esopianeti conosciuti. Orbita attorno alla sua stella madre con un periodo di 3,236 giorni ad una distanza di sole 0,04 au.
Si tratta dell'esopianeta più prossimo alla Terra finora individuato.
Il 25 marzo 2015, Demory et al. hanno pubblicato un articolo con i risultati di 40 ore di osservazioni compiute su Alfa Centauri B con il telescopio spaziale Hubble. Anche se il gruppo di astronomi ha escluso eventi di transito per Alfa Centauri Bb (che non esclude la sua esistenza, ma solamente che il pianeta non si trova sullo stesso piano rispetto al Sole e α Centauri), hanno rilevato un evento di transito corrispondente ad un possibile corpo planetario. Questo pianeta molto probabilmente orbita attorno a Alfa Centauri B in un periodo di 20,4 giorni circa, con una probabilità del 5% che la sua orbita sia più lunga. Se confermato, questo pianeta sarebbe chiamato Alfa Centauri Bc, e anch'esso, come Alfa Centauri Bb, sarebbe troppo vicino alla sua stella madre per poter ospitare la vita.
Nell'ottobre del 2015, un team di scienziati dell'Università di Oxford ha smentito l'esistenza del pianeta, dimostrando i difetti delle analisi dei dati di tre anni prima, al tempo della scoperta. Dumusque, lo scopritore del pianeta nel 2012, si è dichiarato d'accordo con questa analisi, affermando che il pianeta b molto probabilmente non esiste.
| Pianeta | Massa     | Periodo orb.  | Sem. maggiore | Eccentricità | Scoperta |
| ------- | --------- | ------------- | ------------- | ------------ | -------- |
| b       | 0,0036 MJ | 3,2357 giorni | 0,04 au       | sconosciuta  | 2012     |

### Il sistema
- α Centauri
- α Centauri A
- Proxima Centauri

### Liste
- Lista delle stelle più vicine alla Terra
- Lista delle stelle più brillanti del cielo
- Lista delle stelle luminose più vicine